# التسهيل لعلوم التنزيل
التسهيل لعلوم التنزيل أحد كتب تفسير القرآن الكريم، ألفه ابن جزي الكلبي.

## أسلوب التفسير
التسهيل لعلوم التنزيل أُلِّف في تفسير القرآن العظيم وسائر ما يتعلق به من العلوم، وقد سلك المؤلف فيه مسلكًا نافعًا إذ جعله وجيزًا جامعًا قصد به أربع مقاصد تتضمن أربع فوائد، الفائدة الأولى: جمع كثير من العلم في كتاب صغير الحجم تسهيلا على الطالبين وتقريبا على الراغبين فقد احتوى التفسير على ما تضمنته الدواوين الطويلة من العلم ولكن بعد تلخيصها وتمحيصها وتنقيح فصولها وحذف حشوها وفضولها ولقد أودعه من كل فن من فنون علم القرآن اللباب المرغوب فيه دون القشر المرغوب عنه من غير إفراط ولا تفريط ثم إنه عزم على إيجاز العبارة وإفراط الاختصار وترك التطويل والتكرار. الفائدة الثانية: ذكر نكت عجيبة وفوائد غريبة قلما توجد في كتاب، وهي مما أخذها عن شيوخه أو مما التقطه من مستظرفات النوادر الواقعة في غرائب الدفاتر. الفائدة الثالثة: إيضاح المشكلات إما بحل العقد المقفلات وإما بحسن العبارة ورفع الاحتمالات وبيان المجملات. الفائدة الرابعة: تحقيق أقوال المفسرين السقيم منها والصحيح وتمييز الراجح من المرجوح.

## الدافع لكتابة التفسير
يقول ابن جزي عن الدافع الذي جعله يقوم بتفسير القرآن الكريم في مقدمة كتابه: «إن علم القرآن العظيم هو أرفع العلوم قدراً، وأجلها خطراً، وأعظمها أجراً، وأشرفها ذكراً، وأن الله أنعم عليّ بأن شغلني بخدمة القرآن وتعلمه وتعليمه وشغفني بتفهم معانيه وتحصيل علومه، فاطلعت على ما صنف العلماء رضي الله عنهم في تفسير القرآن من التصانيف المختلفة الأوصاف، المتباينة الأصناف، فمنهم من آثر الاختصار، ومنهم من طوّل حتى كثّر الأسفار، ومنهم من تكلم في بعض فنون العلم دون بعض، ومنهم من اعتمد على نقل أقوال الناس، ومنهم من عوّل على النظر والتدقيق والتحقيق، وكل أحد سلك طريقاً نحاه، وذهب مذهباً ارتضاه، وكلاً وعد الله الحسنى، فرغبت في سلوك طريقهم، والانخراط في مساق فريقهم، وصنفت هذا الكتاب في تفسير القرآن العظيم، وسائر ما يتعلق به من العلوم، وسلكت مسلكاً نافعاً، إذ جعلته وجيزاً جامعاً».